# Gorjī Bayān
Gorjī Bayān (persiska: گرجی بیان) är en ort i Iran.   Den ligger i provinsen Kermanshah, i den nordvästra delen av landet, 400 km väster om huvudstaden Teheran. Gorjī Bayān ligger 1 961 meter över havet och antalet invånare är 469.
Terrängen runt Gorjī Bayān är kuperad norrut, men söderut är den platt. Terrängen runt Gorjī Bayān sluttar söderut.Runt Gorjī Bayān är det ganska tätbefolkat, med 72 invånare per kvadratkilometer. Närmaste större samhälle är Kalegāh-e Zamān, 20,0 km sydost om Gorjī Bayān. Trakten runt Gorjī Bayān består till största delen av jordbruksmark.